# Dieter Stoodt
Dieter Stoodt (* 5. Juni 1927 in Selters (Westerwald); † 10. September 2015 in Königstein im Taunus) war ein deutscher evangelischer Theologe. Er war langjähriger Professor für Evangelische Theologie an der Johann Wolfgang Goethe-Universität in Frankfurt am Main.

## Leben
Im Jahr 1927 geboren, geriet er noch als 17-jähriger in amerikanische Kriegsgefangenschaft. Anschließend studierte er in Mainz, Heidelberg, Basel und Göttingen Theologie und Philosophie und war dann wissenschaftlicher Mitarbeiter von Ernst Käsemann.
Stoodt wurde Gemeindepfarrer in Hachenburg und in der Evangelischen Französisch-Reformierten Gemeinde in Frankfurt, wechselte 1963 an das Predigerseminar in Herborn als Dozent für Religionspädagogik und übernahm 1970 die Professur für Evangelische Theologie mit Schwerpunkt Religionspädagogik an der Universität in Frankfurt am Main.
Dieter Stoodt war verheiratet mit der Theologin Marianne, geb. Pohl (* 24. Mai 1927 in Darmstadt), aus der Ehe mit ihr entstammen sechs Kinder. 
Nach seiner Pensionierung im Jahr 1992 baute er in Gotha die Krankenhausseelsorge auf.